# Uniforme de la selección de fútbol de Rusia
El uniforme de la selección de fútbol de Rusia, o anteriormente de la Unión Soviética, ha consistido, generalmente y salvo excepciones, en camiseta roja y pantalón blanco o también rojo. La selección del Imperio ruso que jugó los Juegos Olímpicos de 1912 llevó equipaciones ámbar y negras, pero desde el debut oficial de la selección soviética en 1924, el uniforme rojo y blanco fue el habitual hasta 1991.
Tras la desintegración de la Unión Soviética, la Unión de Fútbol de Rusia optó por una nueva identidad del conjunto nacional al sustituir la tradicional equipación roja con tiras blancas de Adidas del equipo soviético por una del fabricante Reebok. La compañía británica presentó una equipación en rojo, azul y blanco que reflejaba la nueva bandera nacional de Rusia. En 1997 la federación rusa firmó con Nike, que decidió un diseño más simple utilizando sólo azul y blanco. Las equipaciones, que se utilizaron en la Copa del Mundo de la FIFA 2002 y la Eurocopa 2004, consistían principalmente en una base blanca con borde azul y la combinación opuesta en la segunda equipación.
En el año 2005, la selección rusa vistió una inusual equipación donde predominaron los colores blanco y negro a mitades. Esta equipación, impulsada por Nike, fue parte de la campaña "Stand Up, Speak Up" que buscaba combatir el racismo en el fútbol europeo. La equipación se utilizó sólo una vez, en un partido amistoso frente a la selección de Italia el 9 de febrero de ese año, el cual terminó con una derrota de 2:0.
Después de no poder clasificarse para la Copa Mundial de la FIFA 2006, Nike se movió en otra dirección por la reintroducción del rojo en el uniforme local, mientras que el color de visitante permaneció principalmente blanco. Esta tendencia fue continuada por Adidas, quien firmó un nuevo contrato con la federación en septiembre de 2008.
La temporada 2009-10 marcó un cambio importante en el diseño de la camiseta con la introducción del granate y oro como los colores principales. Esta combinación, sin embargo, resultó ser de corta duración, ya que volvió al tradicional rojo y blanco en 2011. La edición del uniforme utilizado en la Eurocopa 2012 contó con una base roja con borde dorado y una bandera rusa colocada en diagonal, mientras que la segunda equipación era un blanco minimalista con la combinación de la franja roja. La equipación para la Copa Mundial de la FIFA 2014 volvió al esquema del color granate y el oro, una vez más, con rayas de los colores de la bandera rusa construidos horizontalmente en las mangas, la parte delantera incluye el patrón en diferentes tonos de marrón que representa el Monumento a los Conquistadores del Espacio. La segunda equipación de 2014 es sobre todo blanca con bordes azules, la parte superior de la parte delantera por debajo del ajuste muestra la vista de la Tierra desde el espacio. Los lados y la parte posterior del cuello se hacen en los colores de la bandera rusa. El fabricante de la camiseta oficial del equipo nacional de Rusia desde el año 2008 era Adidas. En 2022 la marca alemana anuló el contrato como consecuencia de la Invasión Rusa de Ucrania.

## Unión Soviética

### Local
| 1926 | 1927 | 1934-1935 | 1952-1976 | 1966 | 1976-1978 | 1982 | 1986 | 1988 | 1988 JJOO |
| 1990 | 1991 | 1991      |           |      |           |      |      |      |           |

### Alternativo
| 1952-1976 | 1982 | 1986 | 1988 |  | 1990 | 1991 vs Escocia | 1991 |

### Especiales
| 1924 vs Turquía | 1925 vs Turquía | 1966 vs Corea del Norte | 1970 vs Bélgica | 1975 vs Irlanda | 1990 vs USA |

### Porteros
| 1982 |  | 1986-89 (Dasayev) |  | 1986(Chanov) vs CAN | 1988-89 |

| 1990 vs USA | 1990(Dasayev) vs ROM | 1990 (Uvarov) vs ARG | 1990 vs CMR |

## Comunidad de Estados Independientes

### Local y alternativo
| Eurocopa 1992 | Eurocopa 1992 |

## Rusia

### Local
| 1992-1993 | 1992-1993 | 1993-1994 | 1993 vs Grecia | 1994-1996 | 1995-1996 | 1996-1997 | 1996 vs Italia | 1997-1998 | 1998-2000 |

| 1998-2000 | 2000-2002 | 2002-2004 | 2002-2004 | 2003 vs Irlanda | 2004-2006 | 2004-2006 | 2004-2006 | 2006-2008 | 2007 vs Israel |

| 2006-2007 | 2008 | 2008-2009 | 2009-2010 | 2010-2011 | 2011-2012 | 2012-2013 | 2013-2015 | 2015-2016 | Euro 2016 vs Inglaterra |

| Copa Confederaciones 2017 | Mundial 2018-2019 | Mundial 2018 vs Egipto | Mundial 2018-2019 | 2018 vs Turquía | 2019-2023 | Euro 2020 | 2021-2023 | 2024 |

### Alternativo
| 1993-1994 | Mundial 1994-1996 | Mundial 1994 vs Brasil | 1995-1996 | 1996-1997 | 1997 | 1998-1999 | 2000-2002 | 2002-2004 | 2004-2006 |

| 2006-2008 | 2006-2008 | 2007 vs Croacia | 2007 | 2008 | 2008-2009 | 2009-2010 | 2010-2011 | 2011-2012 | 2012-2014 |

| 2014-2015 | 2015-2017 | 2015-2017 | Euro 2016 vs Gales | 2016-2017 | 2017-2018 | 2018-2019 | 2018-2019 | 2018-2019 | Mundial 2018-2019 |

| 2020-2023 | Euro 2020 vs Bélgica | 2020-2023 | 2024 |

### Portero
| 1994 | 1996 (1) | 1996 (2) |

| 1998 | 1998-1999 | 1999 | 2000 | 2001 | 2002 | 2002 | 2006—2007 | 2012-2013 | 2012-2013 |  |

| 2014-2015 | 2014-2015 | 2016-2017 | 2016-2017 | 2017 | 2017 | Mundial 2018-2019 | Mundial 2018-2019 |

## Proveedores
| Periodo     | Proveedor | Logo | Origen          |
| ----------- | --------- | ---- | --------------- |
| 1958-1975   | Olimpiada |      | Unión Soviética |
| 1976-1993   | Adidas    |      | Alemania        |
| 1993-1997   | Reebok    |      | Reino Unido     |
| 1997-2008   | Nike      |      | Estados Unidos  |
| 2008 - 2022 | Adidas    |      | Alemania        |
| 2024 - 2026 | Jögel     |      | Rusia           |